# Хан Аспарух (връх)
Вижте пояснителната страница за други значения на Хан Аспарух.
Хан Аспарух е покрит с лед връх с височина 760 m н.в. в Антарктика. Получава това име в чест на кан Аспарух, и във връзка с град Исперих и селищата Хан Аспарухово и Аспарухово в област Бургас, област Варна, област Монтана и област Плевен, през 2005 г. Обнародвано е с указ на Президента на Република България от 31 май 2016 г.

## Описание
Върхът се намира на хребет Боулс, свързан с Мелнишки хребет чрез Янкова седловина. Разположен 2,52 km източно от връх Боулс, 1,26 km южно от връх Мелник и 1,96 km западно от Атанасов нунатак.

## Картографиране
Българска топографска карта на върха от 2005 и 2009 г.

## Карти
- L.L. Ivanov et al. Antarctica: Livingston Island, South Shetland Islands (from English Strait to Morton Strait, with illustrations and ice-cover distribution). Топографска карта в мащаб 1:100000. София: Antarctic Place-names Commission of Bulgaria, 2005.
- Л. Иванов. Антарктика: Остров Ливингстън и острови Гринуич, Робърт, Сноу и Смит. Топографска карта в мащаб 1:120000. Троян: Фондация Манфред Вьорнер, 2009. ISBN 978-954-92032-4-0
- L.L. Ivanov. Antarctica: Livingston Island and Smith Island. Scale 1:100000 topographic map. Manfred Wörner Foundation, 2017. ISBN 978-619-90008-3-0